# NGC 344
NGC 344 je galaksija u zviježđu Kit.

## Vanjske poveznice
- SEDS: NGC 344